# Gąski (województwo pomorskie)
Gąski – kolonia w Polsce położona w województwie pomorskim, w powiecie kwidzyńskim, w gminie Prabuty. Miejscowość wchodzi w skład sołectwa Julianowo.
W latach 1975–1998 miejscowość należała administracyjnie do województwa elbląskiego.